# Paul Jozef Crutzen
Paul Jozef Crutzen   (Amsterdam, 3 de desembre de 1933 - Magúncia, 28 de gener de 2021) fou un químic i professor universitari neerlandès guardonat amb el Premi Nobel de Química l'any 1995.

## Biografia
Va néixer el 3 de desembre de 1933 a la ciutat neerlandesa d'Amsterdam. Va estudiar enginyeria civil al Middelbare Technische School, i el 1958 es traslladà a Suècia on es va establir i casar. Va doctorar-se en meteorologia a la Universitat d'Estocolm, i posteriorment va esdevenir professor a l'Institut Max Planck de Química a Magúncia i a la Universitat Stanford als Estats Units.

## Recerca científica
Activista en el camp de les ciències ambientals ha contribuït, juntament amb Mario J. Molina i Sherwood Rowland, en la seva recerca a la comprensió de la formació del forat de la capa d'ozó. Els seus estudis sobre les substàncies contaminants han permès la comprensió del possible canvi climàtic que pateix la Terra relacionant l'emissió de cloroflurocarburs o CFC i altres gasos organohalògens amb un desplaçament de l'equilibri químic de formació i destrucció de l'ozó estratosfèric.
El 1995 fou guardonat, juntament amb Molina i Rowland, amb el Premi Nobel de Química pels seus treballs conjunts sobre la química de l'atmosfera, especialment sobre la formació i descomposició de l'ozó.